# Mirko Taccola
Mirko Taccola (ur. 14 sierpnia 1970 w Pizie) – włoski piłkarz, występujący podczas kariery na pozycji obrońcy.

## Kariera klubowa
Karierę piłkarską Mirko Taccola rozpoczął w pierwszoligowej Pisie w 1987 roku. Sezon 1989-90 spędził w trzecioligowej Ternanie, a 1990-91 w drugoligowej Pescarze, zanim w 1991 powrócił do występującej wówczas w Serie B Pisy. Dobra gra zaowocowała transferem do Interu Mediolan. W barwach nerroazurrich zadebiutował 22 listopada 1992 w zremisowanym 1-1 spotkaniu derbowym z Milanem. Ostatni raz w barwach czarno-niebieskich wystąpił 6 czerwca 1993 w wygranym 3-0 meczu ligowym z Torino FC. W Interze rozegrał 6 spotkań. W 1993 został zawodnikiem drugoligowego Lucchese.
W następnym sezonie występował w drugoligowym US Palermo, po czym w 1995 powrócił na pierwszoligowe boiska w barwach SSC Napoli. W klubie z Neapolu miał problemy z miejscem w podstawowym składzie, dlatego dwukrotnie był wypożyczany do Cagliari Calcio i Lucchese. W Napoli Taccola pożegnał się z Serie A, w której w latach 1989-1997 rozegrał 21 spotkań. W 1998 wyjechał do Grecji, gdzie przez dwa sezony był zawodnikiem PAOK-u Saloniki. W sezonie 2000-2001 występował w drugiej lidze portugalskiej w klubie FC Maia. W latach 2001–2003 był zawodnikiem trzecioligowego Lanciano, a 2003-2004 występującej w tej samej klasie rozgrywkowej Sory. W 2004 został zawodnikiem czwartoligowego San Marino Calcio, z którym rok później awansował do Serie C1. W kolejnych latach występował w klubach z Serie C1, C2 i D. Obecnie jest zawodnikiem piątoligowego US Forcoli 1921.
| Sezon     | Klub                    | Kraj       | Rozgrywki     | Mecze | Bramki |
| --------- | ----------------------- | ---------- | ------------- | ----- | ------ |
| 1988/89   | Pisa Calcio             | Włochy     | Serie A       | 2     | 0      |
| 1989/90   | Pisa Calcio             | Włochy     | Serie B       | 0     | 0      |
| 1989/90   | Ternana Calcio          | Włochy     | Serie C1      | 22    | 1      |
| 1990/91   | Pescara Calcio          | Włochy     | Serie B       | 15    | 1      |
| 1991/92   | Pisa Calcio             | Włochy     | Serie B       | 30    | 4      |
| 1992/93   | Pisa Calcio             | Włochy     | Serie B       | 5     | 2      |
| 1992/93   | Inter Mediolan          | Włochy     | Serie A       | 6     | 0      |
| 1993/94   | AS Lucchese-Libertas    | Włochy     | Serie B       | 33    | 2      |
| 1994/95   | US Palermo              | Włochy     | Serie B       | 22    | 1      |
| 1995/96   | SSC Napoli              | Włochy     | Serie A       | 5     | 0      |
| 1996/97   | Cagliari Calcio         | Włochy     | Serie A       | 6     | 0      |
| 1996/97   | SSC Napoli              | Włochy     | Serie A       | 2     | 0      |
| 1997/98   | SSC Napoli              | Włochy     | Serie A       | 0     | 0      |
| 1997/98   | AS Lucchese-Libertas    | Włochy     | Serie B       | 16    | 0      |
| 1998/99   | PAOK FC                 | Grecja     | Alpha Ethniki | 28    | 5      |
| 1999/2000 | PAOK FC                 | Grecja     | Alpha Ethniki | 0     | 0      |
| 1999/2000 | US Palermo              | Włochy     | Serie C1      | 11    | 0      |
| 2000/01   | FC Maia                 | Portugalia | Segunda Liga  | 30    | 2      |
| 2001/02   | SS Virtus Lanciano 1924 | Włochy     | Serie C1      | 32    | 3      |
| 2002/03   | SS Virtus Lanciano 1924 | Włochy     | Serie C1      | 17    | 1      |
| 2003/04   | AS Sora                 | Włochy     | Serie C1      | 29    | 1      |
| 2004/05   | San Marino Calcio       | Włochy     | Serie C2      | 32    | 0      |
| 2005/06   | San Marino Calcio       | Włochy     | Serie C1      | 31    | 0      |
| 2006/07   | Ternana Calcio          | Włochy     | Serie C1      | 24    | 1      |
| 2007/08   | San Marino Calcio       | Włochy     | Serie C2      | 20    | 0      |
| 2008/09   | Paganese Calcio 1926    | Włochy     | Serie C1      | 28    | 1      |
| 2009/10   | ACR Messina             | Włochy     | Serie D       | 6     | 0      |
| 2009/10   | ASC Potenza             | Włochy     | Serie C1      | 14    | 0      |
| 2010/11   | Sapri Calcio 1928       | Włochy     | Serie D       | 12    | 1      |
| 2010/11   | Monteriggioni           | Włochy     | Serie D       | 11    | 1      |
| 2011/12   | US Forcoli 1921         | Włochy     | Serie D       | 16    | 1      |

## Kariera reprezentacyjna
Mirko Taccola w reprezentacji Włoch do lat 21. W 1992 wygrał z nią Mistrzostwa Europy U-21 po pokonaniu w finale Szwecji (Taccola wystąpił w jednym z meczów finałowych). W tym samym roku pojechał na Igrzyska Olimpijskie, na których Włochy odpadły w ćwierćfinale. Na turnieju w Hiszpanii był rezerwowym i nie wystąpił w żadnym meczu.